# مجلس شيوخ رومانيا
مجلس شيوخ رومانيا (بالرومانية: Senatul României )‏ هو الهيئة التشريعية في رومانيا، الذي تأسس في 1864، ويتكون من 137 مقعداً، يقع المقر الرئيسي له في بوخارست، وهو المجلس الأعلى في البرلمان الروماني.

## طالع أيضًا
- البرلمان الروماني